# Vielleur
Un vielleur (aussi appelé vielleux ou vielliste) est un joueur ou sonneur de vielle à roue. Le terme vielleux, vielleuse au féminin, est d'usage populaire ou spécifique du jargon des musiciens. Le terme de « vielliste » tend à supplanter la dénomination plus ancienne de vielleur et vielleuse[réf. nécessaire].

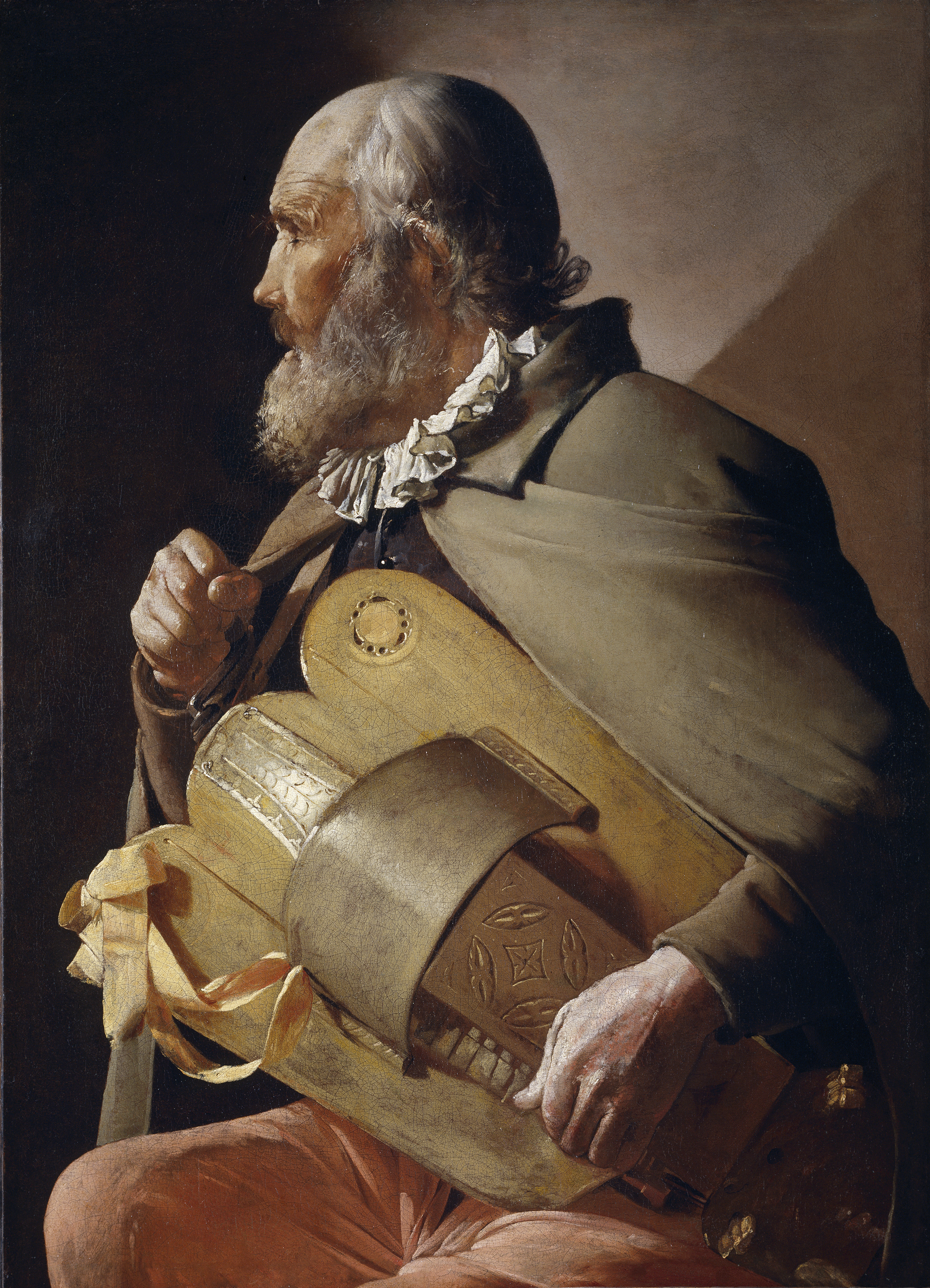
Georges de La Tour, Le Vielleur au ruban, Madrid, musée du Prado.

Au XVIIe siècle notamment, le vielleur, qui était souvent un musicien de rue, a inspiré de grands artistes, comme Georges de La Tour (Le Vielleur du musée d'arts de Nantes, Le Vielleur au chien du musée du Mont-de-Piété de Bergues, ainsi que plusieurs autres tableaux sur le même thème), Jacques Callot (Vielleur debout), Jacques Bellange (Mendiant à la vielle).

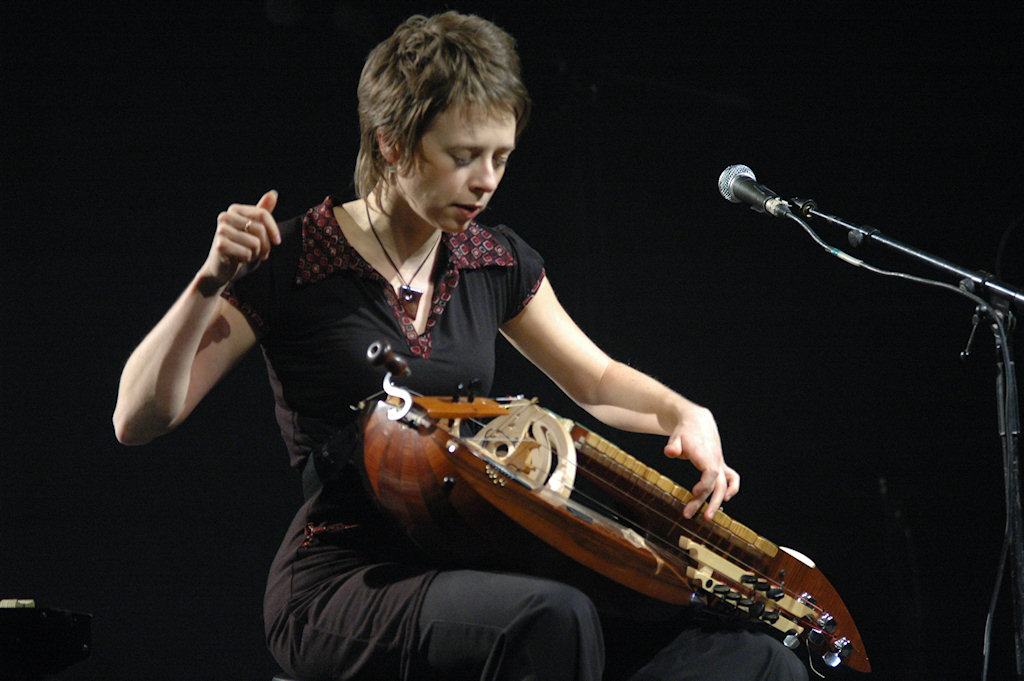
Laurence Bourdin en mai 2012.

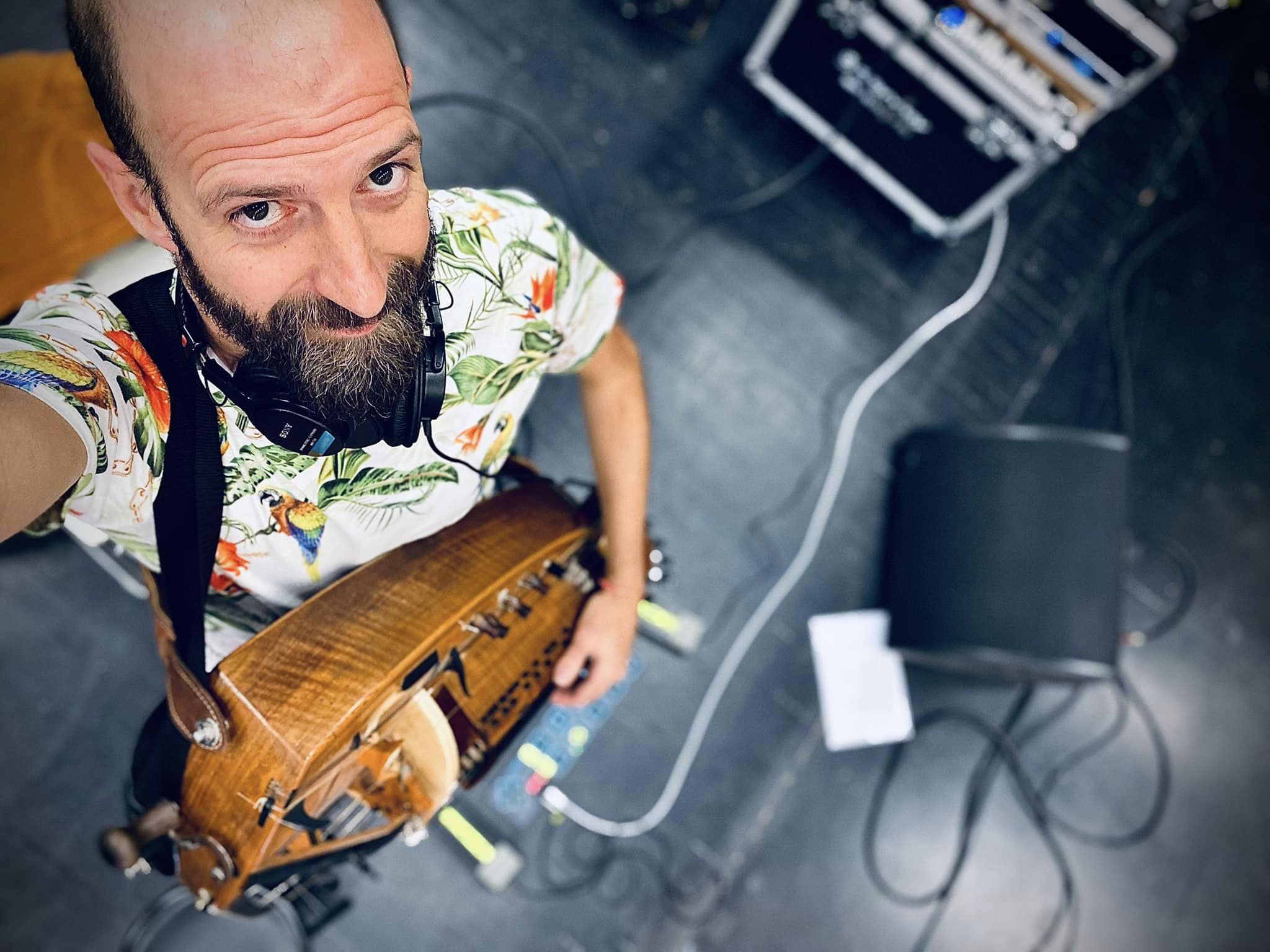
Sébastien Tron en 2022.

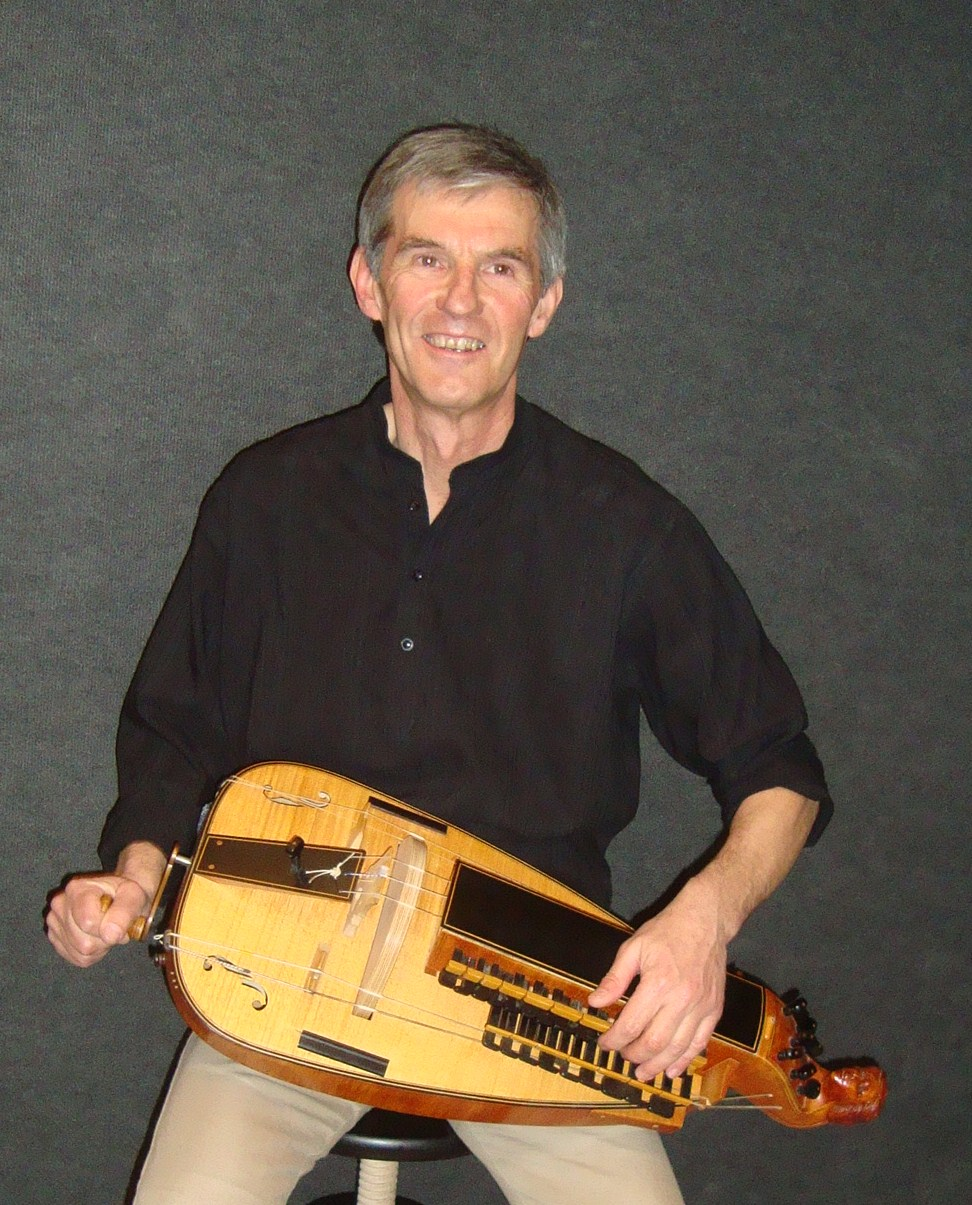
Rémy Couvez en 2012.

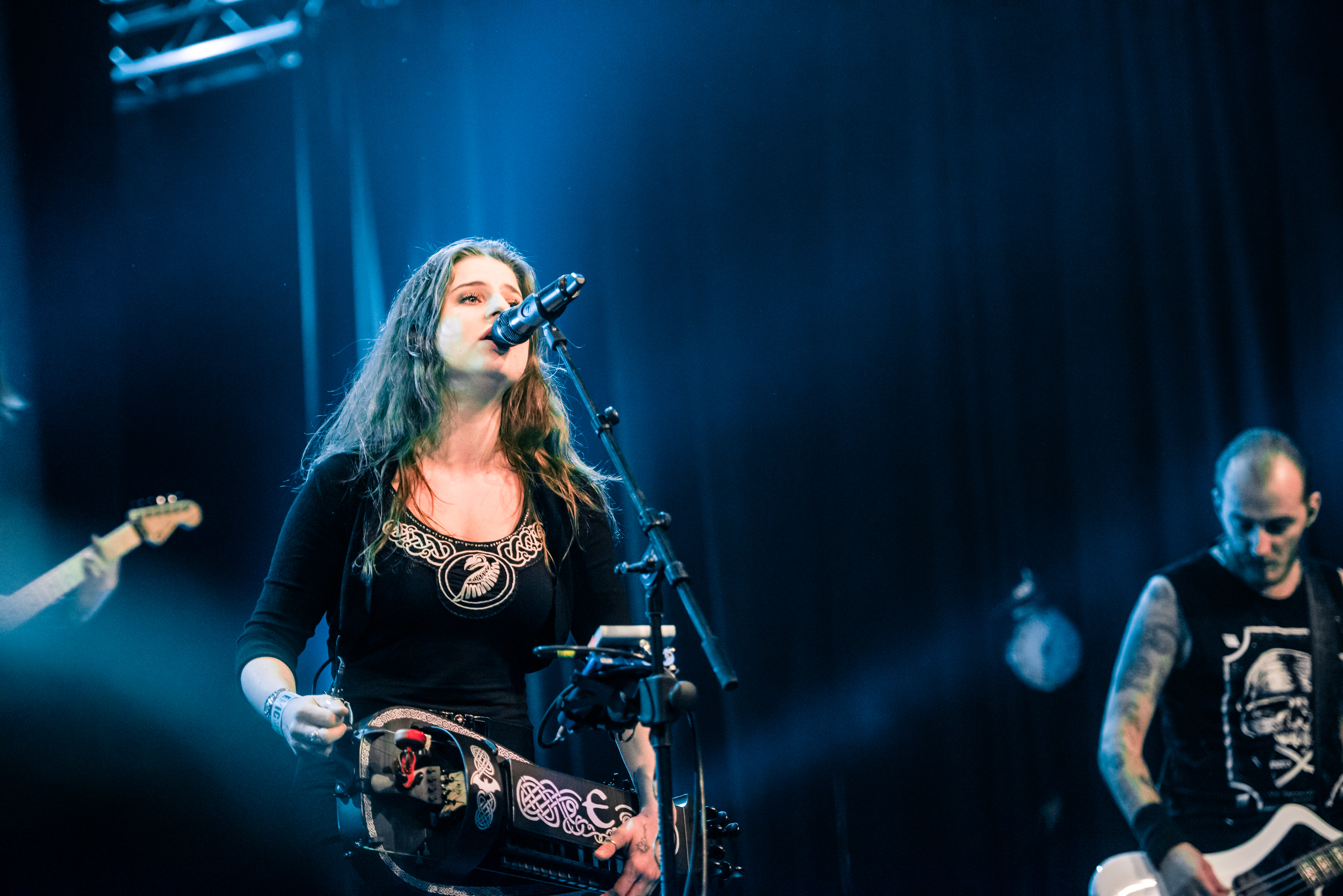
Anna Murphy en novembre 2015.

## Liste de vielleurs et vielleuses
- Marc Anthony[2]
- Patrick Bouffard[3]
- Laurence Bourdin[4]
- Gilles Chabenat[5]
- Valentin Clastrier[3]
- Rémy Couvez[6]
- Jean-François Dutertre[3]
- Claude Flagel[7]
- Anne-Lise Foy[8]
- Évelyne Girardon[9]
- François Hadji-Lazaro[10]
- Pierre Imbert[11]
- Jean-Claude Laporte[12]
- Pascal Lefeuvre[3]
- Anna Murphy[13]
- Emmanuelle Parrenin[14]
- Dominique Regef[3]
- Gaston Rivière[15]
- Christophe Tellart[16],[17],[18],[19]
- Sébastien Tron[20]
- Marie Yacoub (vielliste au sein du groupe folk Malicorne)
- René Zosso[7]
- Patty Gurdy